# KM VT 628
De VT 628 is een tweedelig diesel hydraulische treinstel voor het regionaal personenvervoer van de Koleje Mazowieckie (KM).

## Geschiedenis
Het treinstel werd in de jaren 1970 ontworpen door Bundesbahn-Zentralamt München samen met Waggonfabrik Uerdingen ter vervanging van de 795 en 798 ook wel Uerdinger Schienenbus genoemd. Ook moesten deze treinen de Baureihe 515 gaan vervangen.
Op 1 januari 2005 begon Koleje Mazowieckie (KM) met regionaal personenvervoer rond de hoofdstad Warschau. Voor de niet-geëlektrificeerde trajecten werden 5 treinen van het type 628 van de Deutsche Bahn (DB) overgenomen.

### 628.0
De treinen van de protoserie 628.0 werden door de Deutsche Bahn (DB) sinds 1974 ingezet op het traject van de Außerfernbahn tussen Garmisch-Partenkirchen en Kempten (Allgäu) Hbf. 

Deze treinen hadden twee motoren en werden doorlopend genummerd en gekoppeld. 
 Bijvoorbeeld: 628 001 + 628 011, enz.
In 1980 werden voor de ontwikkeling van de Baureihe 628.1 proeven gehouden met gebruik van sterke motoren. Hiervoor werden uit de treinen 628 006, 628 016, 628 007 en 628 017 de motor gedemonteerd en in de aangekoppelde treinen 628 021, 022, 023 en 024 een sterke motor gemonteerd.
In 1984-1985 werden de Scharfenbergkoppelingen door buffers met schroefkoppelingen vervangen.

## Constructie en techniek
Deze trein is opgebouwd uit een stalen frame van geprofileerde platen. De draaistellen zijn vervaardigd door Wegmann. De wielen hebben een kleinere diameter dan gebruikelijk. De treinen zijn uitgerust met schoefkoppelingen. Deze treinen kunnen tot zes eenheden gecombineerd rijden. De treinstellen zijn uitgerust met luchtvering.

## Treindiensten
De treinen werden sinds 11 december 2005 door de Koleje Mazowieckie (KM) ingezet op het traject:
- Tłuszcz – Wyszków – Ostrołęka

## Foto's

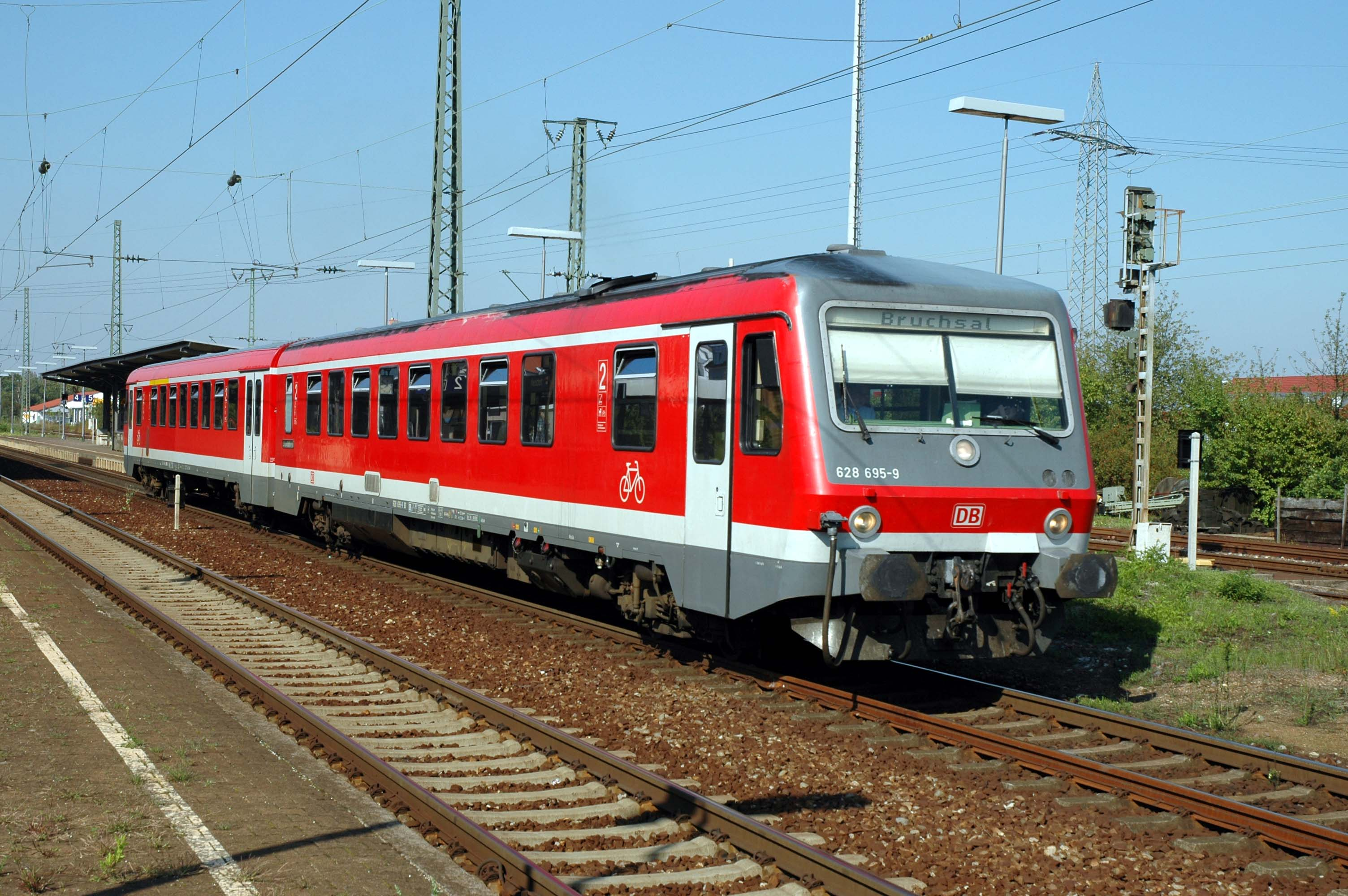
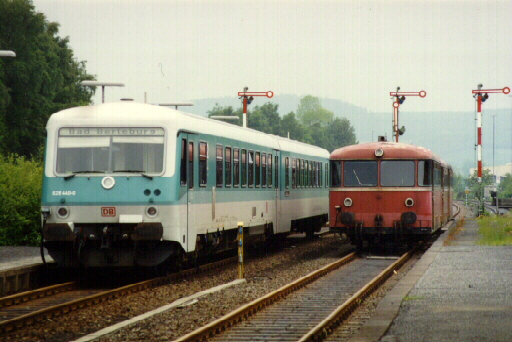
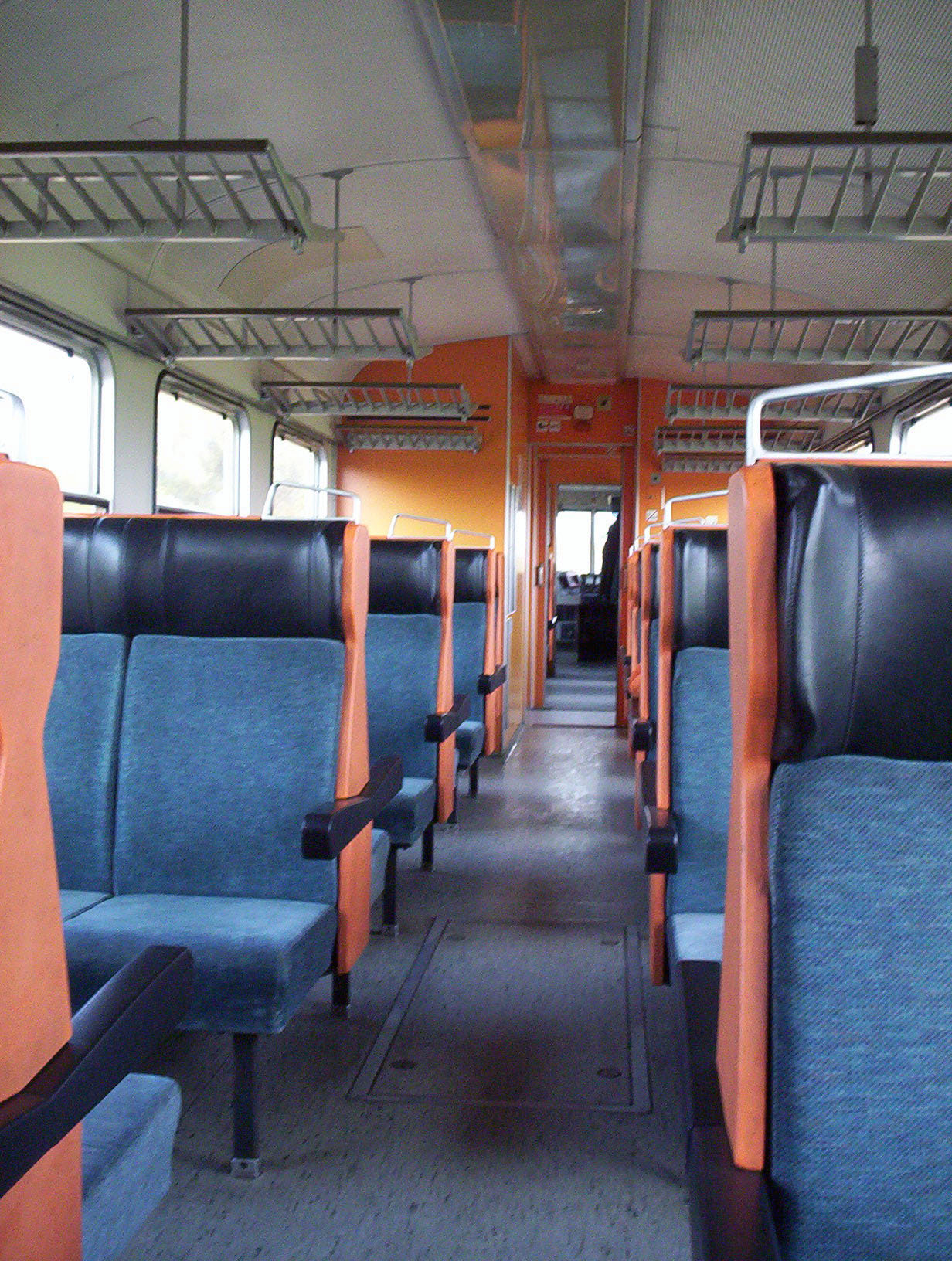